# Kostel Církve československé husitské (Vlašim)
Kostel Církve československé husitské je církevní stavba ve Vlašimi v okrese Benešov. Od roku 2001 je chráněn jako kulturní památka

## Historie

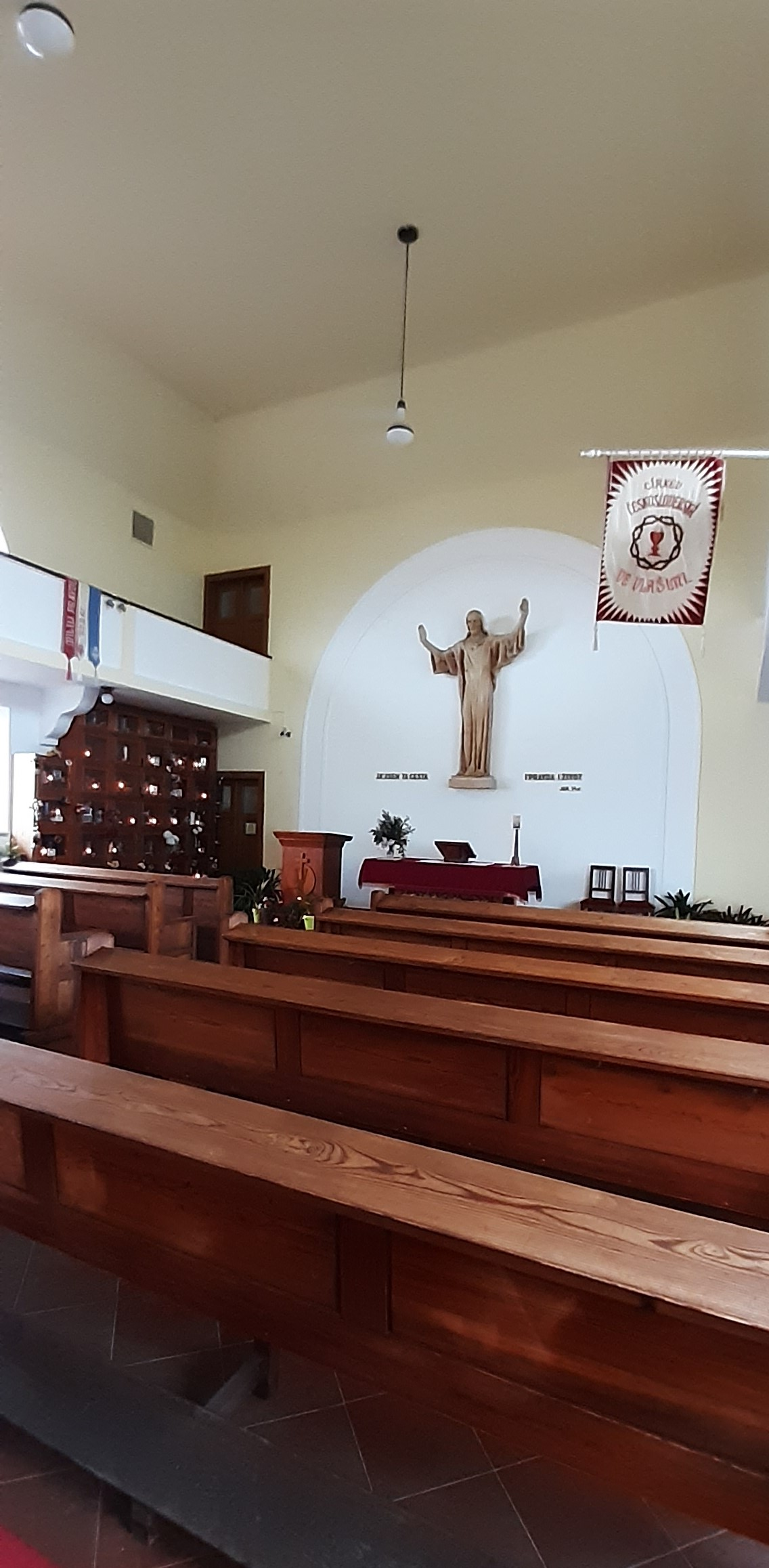
Husův sbor, interiér kostela

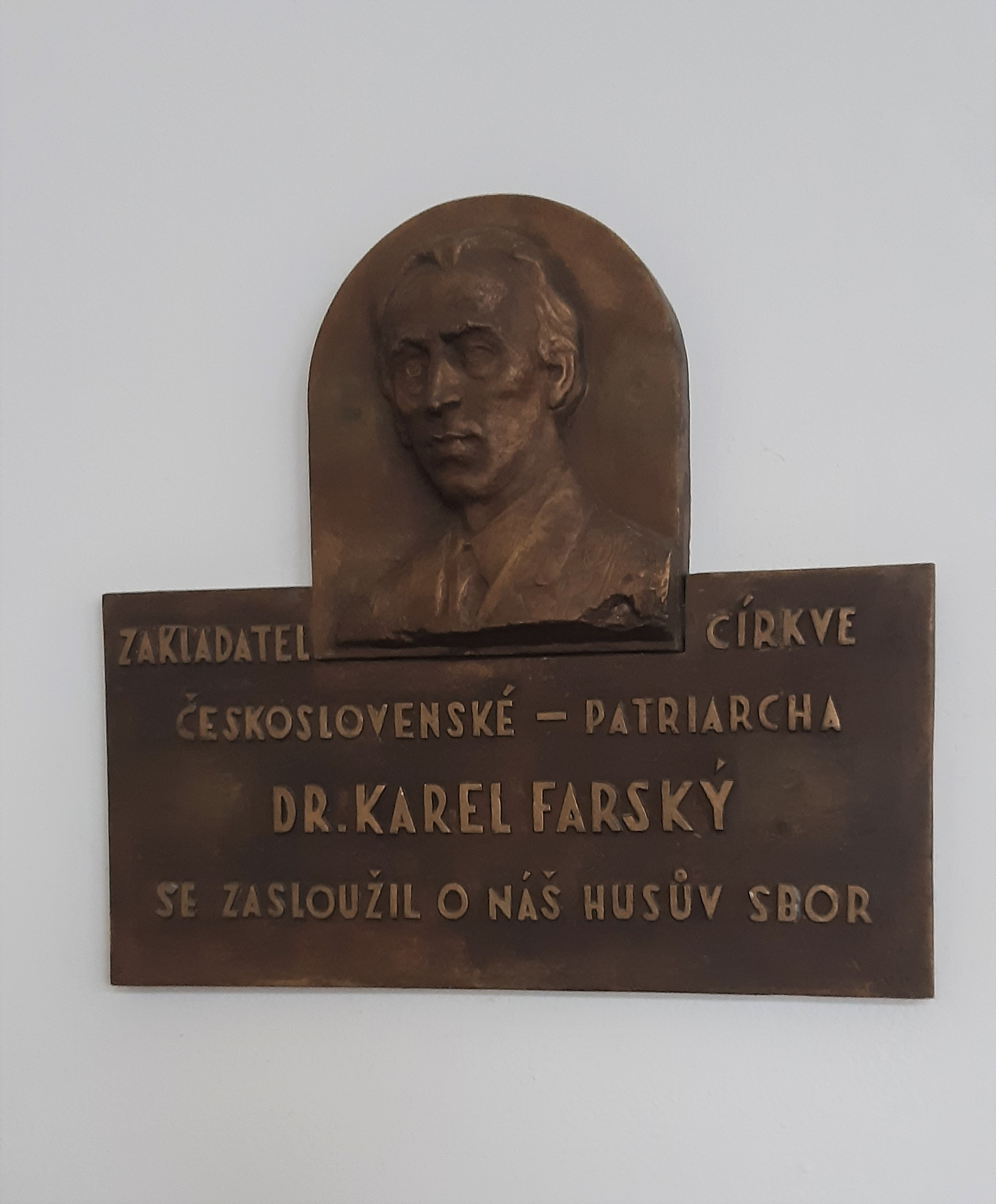
Pamětní deska Karla Farského

K nové církvi se ve Vlašimi hlásili první občané již v roce 1920. Dne 17. dubna 1921 byla zvolena rada starších a první bohoslužbu vykonal farář Adam z Prahy. Používat katolický kostel nebylo povoleno, bohoslužby se konaly ve škole. Dne 12. května 1922 vykonal slavnostní bohoslužbu patriarcha Karel Farský.
Stavba kostela vznikla v letech 1924–1926 podle plánů zednického mistra a soudního znalce ve Vlašimi Rudolfa Javůrka.
Náboženská obec nově vzniklé církve byla schválena 23. ledna 1923. Na ustavujícím shromáždění ve Vlašimi bylo rozhodnuto koupit pro stavbu vlastní náboženské stavby pole u vlašimského hřbitova. Rada starších požádala o přidělení státní subvence na stavbu sboru, současně s žádostí zaslala rozpočet a plán na stavbu kostela s farou (celkem 425 825,02 Kč) vypracovaný zdarma Rudolfem Javůrkem. Ten rovněž přislíbil darovat na stavbu 10 000 cihel. V roce 1924 byl zakoupený pozemek směněn za jiný pozemek, později církev přikoupila pozemky další, ale část z nich musila odevzdat zdarma městu na stavbu ulic podle regulačního plánu.
Základní kámen nového kostela byl položen v prosinci 1924, stavba pod vedením Rudolfa Javůrka začala okamžitě; dovážel se stavební materiál, kopaly a zdily se základy. Z neznámých důvodů diecézní rada církve pověřila stavitele Tomáše Šaška vypracováním nového návrhu s rozpočtem 500 000 Kč. Šašek plán vyhotovil, na plánech byl patrný jeho architektonický rukopis z již hotových staveb Husova sboru v Českých Budějovicích a Hořelicích. Stavebním odborem sboru byl odmítnut. Další řešení předložil radě starších městský stavitel a stálý soudní znalec v Brandýse nad Labem František Hataš, ale Rudolf Javůrek s návrhem nesouhlasil a předložil vlastní skicu nového půdorysného řešení. Na stavbu dohlížel patriarcha Karel Farský: ten doporučil, aby výsledný návrh s novým umístěním fary a věže vypracoval Rudolf Javůrek. Celkový náklad stavby Javůrkova návrhu činil 392 828 Kč.
Slavnostní otevření Husova sboru se uskutečnilo 28. října 1926, nemocného Karla Farského zastupoval farář Zemen z Nuslí.

## Architektura
Stavba sboru je situována na trojúhelníkové parcele na rohu ulic Sportovní a Sokolská. Průčelí sboru je obráceno do křižovatky ulic přímo proti kostelu svatého Jiljí, jehož věž je o něco vyšší. V jedné budově pod společnou sedlovou střechou s bobrovkami je vlastní liturgický prostor sboru a fara s kanceláří a bytem faráře tak, že sbor je předsazen a fara je v zadní části budovy. V zadní části (směrem do zahrady) je součástí budovy sboru byt faráře a fara. Ve východní části pozemku stojí samostatně garáž a další stavení. Pozemek okolo kostela je upraven částečně jako sad s ovocnými stromy, terénní rozdíly jsou vyrovnány opěrnou stěnou do ulice.
Mistr Javůrek čerpal vzor ze staveb architekta Otto Kuhlmanna, který projektoval evangelické kostely v Přerově a v Roudnici nad Labem, ale pod vlivem Karla Farského rozvinul vlastní řešení.
Jehlanová střecha věže je pobita plechem. Omítky jsou okrově hnědé, fasády se vyznačují klasicizujícím tvaroslovím (pilastry, tvar oken).

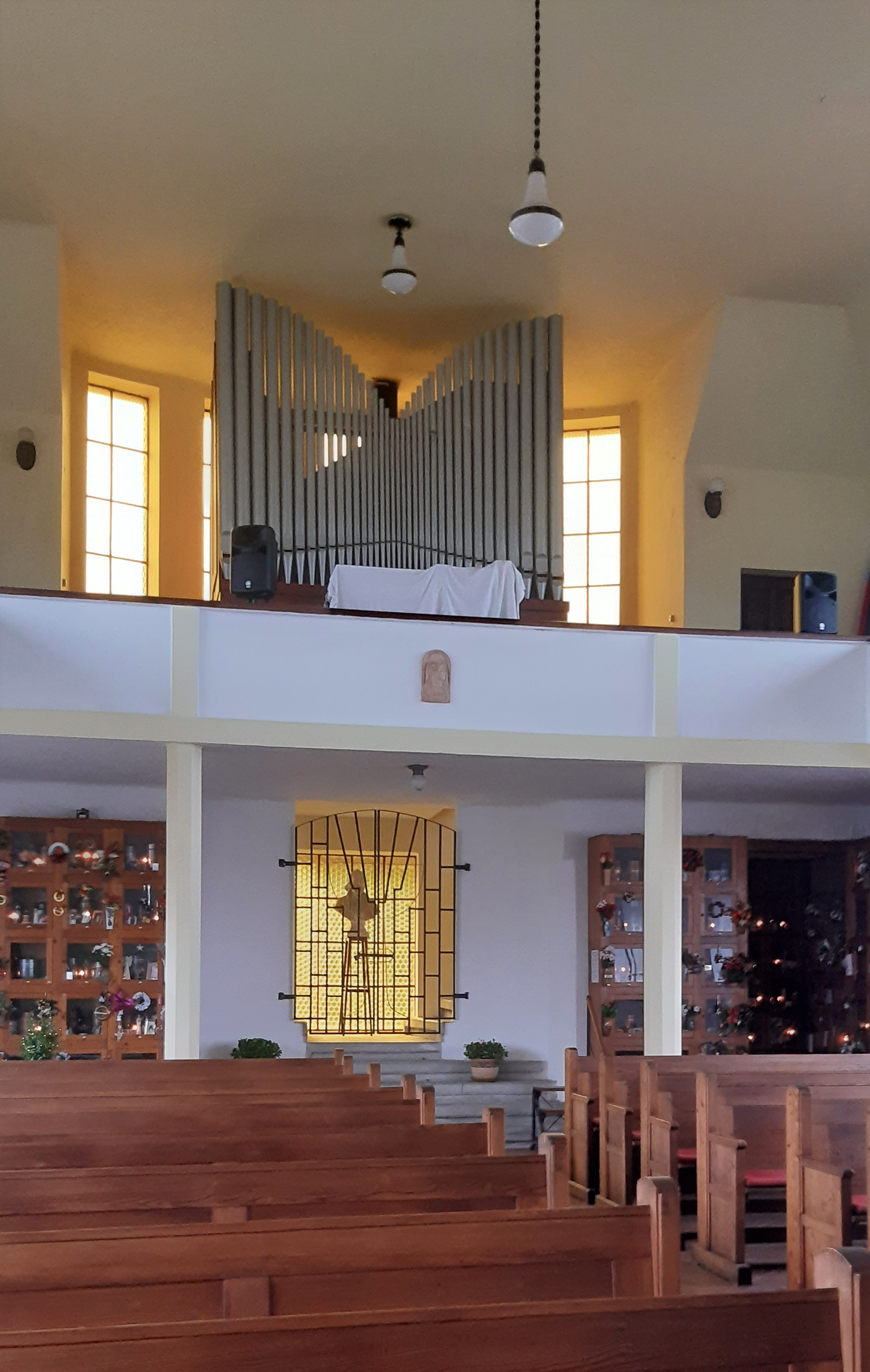
Varhany, pod nimi busta Jana Amose Komenského

Vnitřní dispozice sborové místnosti je řešena s postranními galeriemi na obou delších stranách a klenbou a varhanami na západní straně.  Západní průčelí má mohutný rizalit s čelní stranou a jednoduchým portikem s terasou. Součástí fary je kolumbárium.
Na východní straně budovy je asymetricky umístěná 28,2 m vysoká hranolová zvonice s arkádovým zvonovým podlažím s věžovou střechou ve vikýřích se čtverými hodinami vyrobenými v roce 1926 hodinářem Adamcem z Kutné Hory.

## Vnitřní vybavení
Hlavní schodiště je ve věži, v níž je zavěšen historický zvon z první poloviny 15. století ze zaniklého dřevěného kostelíka na nedaleké Horce (dříve Kladrubská hůra) u Vlašimi. V centrálním sále s postranními ochozy je dvacet masivních lavic z modřínového dřeva vyrobenými v roce 1935 truhláři Karlem Podhajským a Vojtěchem Hrdinou. Pod kůrem s varhanami je busta Jana Amose Komenského. Schrány s urnami kromě kolumbária jsou též po stranách hlavního sálu. Kněžiště na podiu ukončuje oblouková nika s postavou žehnajícího Krista od akad. sochaře Jana Vítězslava Duška, který je rovněž autorem basreliéfu na stole Páně. V zimní modlitebně je u oltáře stylizovaná postava proroka Jeremiáše.
Varhany z roku 1946 jsou dílem varhanáře Jana Tučka z Kutné Hory. V roce 1963 byla v hlavním sále odhalena pamětní deska Karla Farského.

## Popis památkové hodnoty
Kostel stojící v dominantní poloze v městě je architektonicky a urbanistiky hodnotný, má nevšední architektonické ztvárnění.